# Liechtenstein aux Jeux olympiques d'été de 1996
Le Liechtenstein a participé aux Jeux olympiques d'été pour la 12e fois en 1996 à Atlanta avec une délégation de 2 athlètes, engagés dans deux sports. La délégation n'a pas remporté de médaille olympique.

## Athlètes engagés

### Athlétisme
Femmes :
- Manuela Marxer

### Judo
Femmes :
- Birgit Blum

## Sources
- (en) Cet article est partiellement ou en totalité issu de l’article de Wikipédia en anglais intitulé « Liechtenstein at the 1996 Summer Olympics » (voir la liste des auteurs).